# Oligia indirecta
Oligia indirecta là một loài bướm đêm trong họ Noctuidae.